# ファイネストアワー
『ファイネストアワー』 (FINEST HOUR) は、1989年にナムコ（後のバンダイナムコエンターテインメント）より発売されたアーケードゲーム。ナムコのシステム基板「SYSTEM II」の第6弾作品。
内容は巨大ロボットを題材としたアクションシューティングゲームで、プレイヤーは「謎の傭兵X」となり、ロボット「シグナス」を操縦し時間内にゴール地点を目指す。
家庭用は2009年にWii用ソフトとしてバーチャルコンソールアーケードにて配信。また、2023年にアーケードアーカイブスの1作品としてPlayStation 4版とNintendo Switch版が配信された。

## 概要
8方向レバーと、ショット・バーニア・マーカー変更に割り振られた3つのボタンで操作を行う。全4面×2周。
後に「リアルロボットもの」と呼ばれる、1980-90年代初頭に一大ブームを起こしたロボットアニメを強く意識した作品。歩行音や銃発射音といった効果音や宇宙コロニーを戦場とするといった世界観などに『ガンダムシリーズ』の影響が見て取れる。
本作に使用されたゲーム基板SYSTEM IIは、画像の回転拡大機能を有し、スプライトで構成されたキャラクターを任意の角度・大きさに表示できる表現力を持っている。本作ではこれを「任意の方向にいる敵を自動的にロックオン（オートエイム）して射撃する」という形で活かした。このようなオートエイム仕様を採用した作品としては、ゲームアーツが1985年にリリースしたパソコンゲーム『テグザー』があるが、本作では専用ハードウェアを駆使するアーケードゲームとして、更にリアルでスムーズな動作で「歩行兵器を駆って戦場を駆け巡る」というゲームとなっている。

## ストーリー
舞台は西暦2500年代。宇宙に進出した人類は、スペースコロニーを各地に建設した。これらのコロニーにおける独立自治が進むと、全宇宙の支配を企む者が現れた。地球連合軍は、敵の宇宙最終兵器「ゲルファウスト」が建造されているとの情報を得て、「謎の傭兵Ｘ」に破壊を依頼した。

## ゲーム内容
プレイヤーは「謎の傭兵Ｘ」となり、最新ロボットの「シグナス」を操縦し、サイドビューによる全8ステージを進んでいく。
シグナスの持つ武器は連射可能なビームガンのみ。攻撃方向はマーカーでロックオンした敵に向けて自動的に狙いを付ける。敵が複数いる場合は、マーカーボタンを押すことで対象を切り替えることができる。
バーニアボタンを押すことで、バーニア用のゲージが続く限りは噴かしつづけることで一気に上空に飛ぶことができる。加えてレバー操作でしゃがんで敵の攻撃をかわしたりできるため、操作次第では敵の懐に急降下で強襲をかけ、反撃されたらしゃがんでやり過ごしたり後ろ上方に飛び退いたりといった高機動を活かした戦術で戦うこともできる。更にレバーを同じ方向に2回入れることでダッシュができ、敵の攻撃の種類によっては弾よりも早く走ることも可能なため、これで敵からの攻撃を回避することもできる。
画面下にはTEMPゲージと制限時間、前後1画面分・上下半画面分のレーダーがあり、レーダーを見ることであらかじめ敵の接近を知ることができる。
TEMPゲージ（機体温度）は実質的に体力である。TEMPゲージは敵の攻撃にあたると増加、制限時間が残っているうちは無被弾を保つことによる時間経過で冷却され減少する。制限時間が0になると冷却デバイスが壊れ、TEMPゲージの回復ができなくなり、逆に時間経過で増加するようになる。ほとんどの敵は接触してもダメージを受けないが、一部には接触時に自爆することで大ダメージを与えてくるもの（機雷や浮遊爆弾など）もいる。TEMPゲージが最大（オーバーヒート）になるとゲームオーバー。危機的状況では制限時間の続く限りは先に進まず休むことで回復可能である。しかしステージクリアの際には残りの制限時間がボーナスポイントとして加算されるため、強行突破でボーナスポイントを稼ぐか、慎重に行くかを選ぶことになる。
各ステージは、1～3ステージはゴール地点に到達すればクリアとなる。ステージ3を除いて道中にボスキャラクターがいるが必ずしも破壊する必要はない。ただしステージ4はボスキャラを破壊しないとクリアにはならない。ボスキャラには、前述の様々な移動でヒットアンドアウェイを仕掛けるのが基本戦術となるが、逃げ回るためにはあらかじめそれ以外の敵を掃討してから挑んだほうが効率がよい。
ゲームオーバーになってもコンティニューか可能で、その場で復活する。しかし、最終ステージにある最終兵器「ゲルファウスト」の直前まで到達して以降は、コンティニューができなくなる。

## 移植版
| No. | タイトル           | 発売日        | 対応機種                      | 開発元   | 発売元     | メディア                                        |
| --- | ------------------ | ------------- | ----------------------------- | -------- | ---------- | ----------------------------------------------- |
| 1   | ファイネストアワー | 2009年8月25日 | Wii                           | バンナム | バンナム   | ダウンロード （バーチャルコンソールアーケード） |
| 2   | ファイネストアワー | 2023年9月28日 | PlayStation 4 Nintendo Switch | バンナム | ハムスター | ダウンロード （アーケードアーカイブス）         |

## スタッフ
- プロジェクト
  - プロデューサー：横山茂
  - 開発ディレクター：岡本進一郎
  - ゼネラルアジェント：K.MATSUOKA
  - マネージメント：S.SAKURAI
  - マーケティング調査：夏井敏夫
  - テストプレイ・スーパーバイザー：Y.SETO

- スタッフ
  - ディレクター、プログラム：二階堂和行
  - キャラクター・デザイン：Y.TESHIMA、木下次男、柳原孝安、佐々木茂雄
  - グラフィック・デザイン：柳沢直幹、H.FUKUDA、福岡充、M.NAGASHIMA
  - 開発サポート：M.KATO
  - 音楽：田島勝朗
  - ロゴタイプ・デザイン：阿部信彦

## 評価
ゲーメストムック『ザ・ベストゲーム』の紹介文では、「ダメージを受けても時間で回復していくのが特徴。世界観でプレイした人も多い」と設定に関して肯定的なコメントで紹介されている。